# Малий Ашламаш
Малий Ашлама́ш (рос. Малый Ашламаш, марій. Изи Ашламаш) — присілок у складі Совєтського району Марій Ел, Росія. Входить до складу Ронгинського сільського поселення.

## Населення
Населення — 133 особи (2010; 115 у 2002).
Національний склад (станом на 2002 рік):
- марі — 100 %